# ماري أليس وليامز
ماري أليس وليامز (بالإنجليزية: Mary Alice Williams)‏ هي صحفية أمريكية، ولدت في 12 مارس 1949.

## وصلات خارجية
- ماري أليس وليامز على موقع IMDb (الإنجليزية)
- ماري أليس وليامز على موقع قاعدة بيانات الفيلم (الإنجليزية)